# IC 1087
IC 1087 ist eine linsenförmige Galaxie vom Hubble-Typ S0-a im Sternbild Jungfrau am Nordsternhimmel. Sie ist schätzungsweise 470 Millionen Lichtjahre von der Milchstraße entfernt.
Das Objekt wurde am 28. Mai 1891 von Stéphane Javelle entdeckt.